# Araxá
Araxá là một đô thị thuộc bang Minas Gerais, Brasil. Đô thị này có diện tích 1165,169 km², dân số năm 2007 là 91703 người, mật độ 73,6 người/km².